# Фиолетовая линия (граница)
Фиолетовая линия (англ. Violet Line, тур. Menekşe Hattı) — линия границы, согласованная Османской империей и Соединенным Королевством в марте 1914 года для разделения Северного и Южного Йемена. «Фиолетовая линия» простиралась от конца «Голубой линии», согласованной в англо-османской конвенции 1913 года (и отделившей санджак Неджд от Катара), определяя границу между османским вилайетом Йемен и британским протекторатом Аден. Наряду с «Голубой линией» фактически разделила Аравийский полуостров на две части.